# Lešany, Benešov
Lešany là một làng thuộc huyện Benešov, vùng Středočeský, Cộng hòa Séc.